# Anna Margareta Schindler
Anna Margareta Schindler (ur. 27 października 1892 w Kennelbach, zm. 14 czerwca 1929 w Wiedniu) – austriacka rzeźbiarka, działająca w Wiedniu. Córka wynalazcy Friedricha Wilhelma Schindlera i Marii Vereny Jenny. Jedna z najbardziej znanych rzeźbiarek landu Vorarlberg w latach dwudziestych XX wieku.